# Csíkszentdomokosi római katolikus templom
A Csíkszentdomokosi római katolikus templom a Csíki-medence legészakibb falujában, Csíkszentdomokos központjában található. Románia műemlékeinek hivatalos jegyzékében műemléktemplomként a HR-II-m-A-12963 sorszámon szerepel.

## A templom története
Csíkszentdomokos egyházközséget először 1567-ben Zent Domokos néven említették az oklevelek.
A mai templom helyén a tatárjárás előtt egy kis templom állott, amely a lakosság számának növekedésével kicsinek bizonyult és lebontották, köveit beépítették a mai épületbe.
Az új templom 1795-ben, az egykori Sándor birtokon épült. A műemlék épület Árpád-kori részletet őriz. A szentelvíztartója és a kőből faragott keresztelőkút 13. századi, ugyancsak a régi templomból maradt meg a sekrestye köríves ajtókerete. Az egykori román kori templomról tanúskodnak a megmaradt faragott kövek és egy festett kazetta is. Ugyancsak a régi templom emléke egy szárnyasoltár-töredék.
A műemléktemplomban lévő Szűz Mária szobor a 15. században a csíksomlyói faragóiskolában készült.
A 16. század elejéről származik az az olajfestmény, amely Mária koronázását örökíti meg. A táblaképen Jézus hármasképe látható, a főpap, a király és a próféta alakjában, mindhárom ugyanazon arcvonással. A Dürer stílusát idéző alkotás valószínű, hogy a szárnyasoltárhoz tartozott, amely jelenleg a Csíki Székely Múzeumban található. Korábban művészettörténeti párhuzam alapján salzburgi műhely munkájának tartották, de dendrokronológiai kutatások kimutatták, hogy az alapját jelentő jegenyefenyő-deszkák Erdélyből, valószínűleg Dél-Erdélyből származnak.
1672-ben Damokos Kázmér felszentelte a régi templom oltárát. A 18. század elején a csíkszentdomokosi egyház Csík egyik legnépesebb plébániája volt.
1787-1802 között felépítették a mai barokk templomot, amelyet Szent Domonkos tiszteletére szenteltek fel.
A műemléktemplom harangjait 1802-ben és 1804-ben Brassóban készítették, 1805-ben Sepsiszentgyörgyről szerezték be. Az 1980-ban készült 1150 kg-os Szent Katalin-harang Passauból származik.
1813-ban a templomot kerítéssel vették körül, három kapubástyát építettek hozzá.
Az 1972-ben végzett általános restaurálások alkalmával a templom régi szobrai visszakerültek az oltárra. Bálint Lajos, érsek plébánossága alatt végzett felújítási munkálatok során helyezték vissza a régi helyére az 1500-as években készült Madonna szobrot is.
A 2006-ban végzett régészeti ásatások alkalmával kisebb középkori kőfaragványok töredékei kerültek felszínre. Az előkerült boltozattartó gyámkő darabjai, valamint a boltozati bordatöredékek egyértelműen igazolják, hogy a középkori templom boltozott volt. A színes vakolatdarabok arra engednek következtetni, hogy a középkorban a szentély falait freskók borították.

## A templom leírása
A templom szentélye sokszögzáródású és támpillérek nélküli. A sarkait eltérő magasságig faragott kváderek alkotják, faragott lábazati párkánya körbeöleli az épületet.
Az apszist egy szárnyas oltárkép díszíti, ugyanakkor a régi templomból megmaradt festett kazetta is látható.
A középkori oltár faragott Madonnája Hargita megye műemlékeinek hivatalos jegyzékében képzőművészeti műemlékként szerepel. A fő és mellékoltáron fából faragott szentek szobrai vannak elhelyezve.
A templom mindkét bejáratának és sekrestyéjének kő ajtókerete a régi templomból maradt meg.
A nyugati torony alatti köríves kő ajtókeret a díszesebb, amelynek profilja a szögleten egy erőteljes félhengertagból, külső oldalán egy ugyanilyen horonyból és egy lekerekített élű háromoldalú pálcatagból áll. Az ajtókeret eredetileg keskenyebb volt, az új templomba való beépítésekor megszélesítődött, belvilága 197×128 cm.
A templom déli oldalán lévő bejárati ajtó profilja egy erős félhenger alakú tagozatot mutat, belvilága a kis falusi templomokhoz viszonyítva szokatlanul nagyobb méretű, 219×139 cm.
Hasonló profilú a sekrestye köríves ajtókerete is, amely valószínűleg a régi templomban is azon a helyen lehetett. Az ajtókeret belvilága kisebb méretű 186X91 cm. Mindhárom ajtókeret profilos része kidolgozott.
Az Árpád-korból megőrzött keresztelőkút felső medencerésze kerek, profiljában hármas tagozatú. Peremét vasabroncs övezi, amelynek alsó széle egyszerű félkörös, csipkézettel díszített. Az Árpád-kor másik emléke a szenteltvíztartó, amelyet napjainkban is használnak és díszítése jóval egyszerűbb mint a keresztelőkút. Medencéje kerek, felső széle lekerekített, talpa kissé szélesebb, ferdén kiugró hengeres alakú.
A műemlék épület külső falán a falu nagy szülöttének, Márton Áron erdélyi püspöknek arcmását ábrázoló kovácsolt dombormű látható.

## A templom védőfala
A templomot három kapubástyás kerítés veszi körül. A cinterem keleti oldalán egy fakereszt látható, amelyet a falu lakossága állíttatott.

## Külső hivatkozások
- Gyulafehérvári Római Katolikus Érsekség, Felcsíki Főesperesi Kerület